# Parafia Trójcy Świętej w Lutkówce

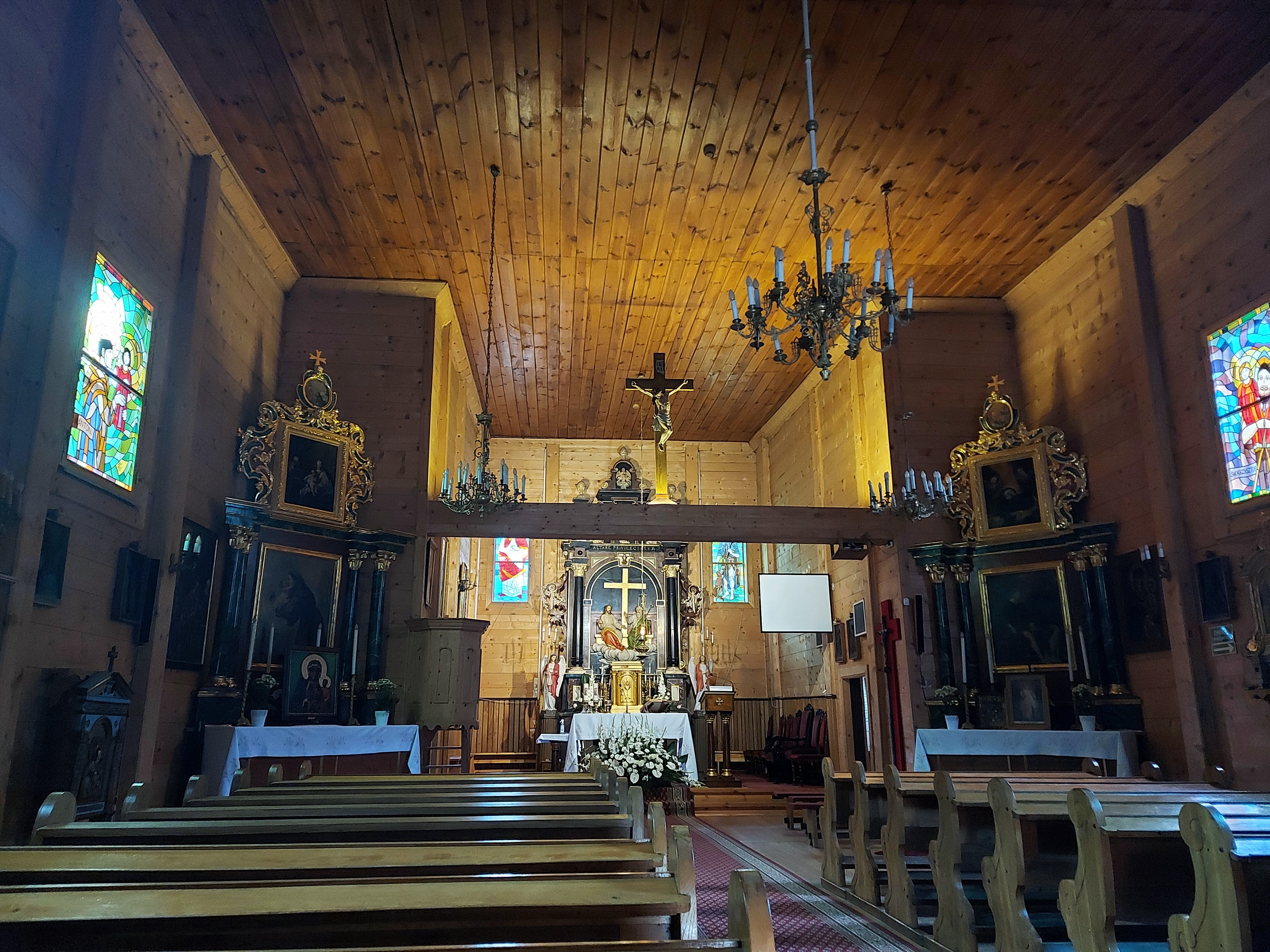
Wnętrze kościoła

Parafia Trójcy Świętej w Lutkówce – rzymskokatolicka parafia dekanatu mszczonowskiego, diecezji łowickiej, metropolii łódzkiej. Od 1998 roku proboszczem parafii jest ks. kan. Zbigniew Chmielewski.
W Lutkówce znajduje się również mariawicka parafia pw. Trójcy Przenajświęteszej.

## Historia parafii
Parafia rzymskokatolicka w Lutkówce należy do diecezji łowickiej. Erygowana prawdopodobnie w XIV wieku (inne źródła podają, że istniała dużo wcześniej). Pierwsza znana wzmianka o parafii pochodzi z 1445. Obecny modrzewiowy kościół zbudowano w 1744. Data ta jest wykuta na kropielnicy przed głównym wejściem.
Na przełomie XViII i XIX w. parafię prowadzili Redemptoryści, którzy w tym czasie mieli w Lutkówce swój dom zakonny. W 1896 dzięki staraniom ówczesnego proboszcza ks. Stanisława Wołowskiego parafia zakupiła od Żydów 18 mórg ziemi, które następnie obsadzono lasem sosnowym, do dziś otaczającym kościół. W roku 1919 ks. proboszcz Wacław Wolski założył w Lutkówce szkołę podstawową dla dzieci z okolicznych wiosek. Powstaje nieistniejący już dziś dom parafialny w którym znajduje siedzibę Spółdzielnia Parafialna ze sklepem spożywczym i telstylnym. W 1922 roku zostało wybudowane ogrodzenie wokół przykościelnego cmentarza. W następnych latach dzięki wysiłkom kolejnych proboszczów została wybudowana plebania (1924 rok, odnowiona później w 1997 roku). W ostatnim czasie staraniem proboszcza ks. Zbigniew Chmielewskiego całkowicie odnowiono świątynię.

## Wyposażenie kościoła
Ołtarz główny przedstawiający Trójcę Świętą powstał zapewne  między 1620 a 1630 w gdańskim warsztacie Abrahama van den Blocke. Wykonany został z marmurów mozańskich (Noir de Namur, Rouge Griotte, brązowo-czerwony wapień olandzki odmiany Daelie, alabaster angielski). Być może pochodzi z archikolegiaty św. Jana Chrzciciela w Warszawie. Pierwsza wzmianka o jego obecności w Lutkówce pochodzi z 1857. Ołtarz reprezentuje sobą styl dorównujący najlepszym dziełom manieryzmu niderlandzkiego i gdańskiego.
Lewy ołtarz boczny zawiera: w polu głównym obraz Św. Antoniego z 1919, powyżej obraz Św. Rodziny z XVII/XVIII w. a w zwieńczeniu obraz „Koronacja Matki Bożej”. W prawym: w polu głównym Św. Roch, powyżej „Głowa Św. Jana Chrzciciela na misie”, a w zwieńczeniu obraz Świętej Trójcy.
Na chórze organy z końca XVIII w.

## Kaplica w Karolewie
Kaplica w Karolewie to dawny kościółek ewangelicko-augsburski zbudowany w końcu XIX w. Do jego tylnej części dostawiony jest niewielki budynek tzw. „pastorówki”. W 1945 zakupił go proboszcz parafii w Lutkówce ks. Wincenty Malewski. Odtąd służy on jako kościół filialny.
Kościółek posiada oryginalne wnętrze z krużgankiem na piętrze.

## Księgi metrykalne
Zachowane księgi metrykalne obejmują lata: chrzty od 1802 roku, małżeństwa od 1826 roku, zgony od 1802 roku. Duplikaty ksiąg obejmujące okres od roku 1810 do początków XX wieku przechowywane są również w Archiwum Państwowym w Grodzisku Mazowieckim.

## Zasięg parafii
Do parafii rzymskokatolickiej w Lutkówce, skupiającej blisko 1600 parafian, należą wierni z miejscowości:

- Chudolipie
- Lasek
- Tłumy
- Zbiroża
- Marianka
- Grzegorzewice
- Petrykozy
- Piotrkowice
- Lutkówka
- Lutkówka Druga
- Lutkówka-Kolonia
- Bronisławka
- Karolew
- Natalin
- Huta Jeżewska
- Budki Petrykowskie
- Wiatrowiec
- Cychry
- Kornelówka
- Nosy-Poniatki